# IV. třída okresu Mělník
IV. třída okresu Mělník patří společně s ostatními čtvrtými třídami mezi desáté nejvyšší fotbalové soutěže v Česku. Je řízena Okresním fotbalovým svazem Mělník. Hraje se každý rok od léta do jara se zimní přestávkou. Hraje se ve dvou skupinách (označených A a B), každá skupina má v současnosti 10 účastníků (celkem tedy 20 týmů) z okresu Mělník, každý s každým hraje jednou na domácím hřišti a jednou na hřišti soupeře. Vítěz každé ze skupin postupuje do III. třídy okresu Mělník.

## Vítězové

### IV. třída okresu Mělník skupina A
| Ročník    | Vítězný tým               |
| --------- | ------------------------- |
| 2003/2004 | TJ Sokol Dřísy            |
| 2004/2005 | TJ Sokol Tišice „B“ B     |
| 2005/2006 | TJ Sokol Záryby „B“       |
| 2006/2007 | TJ EMĚ Mělník             |
| 2007/2008 | FC Mělník                 |
| 2008/2009 | TJ Liaz Vehlovice         |
| 2009/2010 | TJ Řepín „B“              |
| 2010/2011 | SK Slavia Velký Borek „B“ |
| 2011/2012 | SK Labský Kostelec „B“    |
| 2012/2013 | TJ Byšice „B“             |
| 2013/2014 | TJ Sokol Střezivojice     |
| 2014/2015 | TJ Byšice                 |
| 2015/2016 | TJ Sokol Čečelice         |
| 2016/2017 | TJ Kly „B“                |
| 2017/2018 | SK Slavia Velký Borek „B“ |
| 2018/2019 |                           |

### IV. třída okresu Mělník skupina B
| Ročník    | Vítězný tým               |
| --------- | ------------------------- |
| 2003/2004 | TJ Slovan Horní Beřkovice |
| 2004/2005 | TJ Sokol Cítov            |
| 2005/2006 | TJ Sokol Nová Ves „B“     |
| 2006/2007 | AFK Hořín „B“             |
| 2007/2008 | TJ Sokol Dolany           |
| 2008/2009 | FC Postřižín              |
| 2009/2010 | SK Viktoria Všestudy      |
| 2010/2011 | AFK Vraňany               |
| 2012/2012 | TJ Kly „B“                |
| 2012/2013 | FK Kralupy 1901 „B“       |
| 2013/2014 | TJ Vltavan Chvatěruby „B“ |
| 2014/2015 | TJ Sokol Jeviněves        |
| 2015/2016 | TJ Sokol Sazená           |
| 2016/2017 | TJ Vltavan Chvatěruby     |
| 2017/2018 | FC Sokol Ovčáry           |
| 2018/2019 |                           |

### IV. třída okresu Mělník skupina C
| Ročník    | Vítězný tým     |
| --------- | --------------- |
| 2017/2018 | TJ Sokol Sazená |
| 2018/2019 |                 |